# Сельское поселение Пушной
Сельское поселение Пушной — муниципальное образование в составе Кольского района Мурманской области, Россия.
Административным центром поселения является посёлок Пушной.

## География
Сельское поселение Пушной расположено в северной части области в южной части Кольского района. Граничит:
- на севере — с городскими поселениями Мурмаши и Кильдинстрой;
- на востоке — с сельским поселением Ловозеро Ловозерского района;
- на юге — с городскими округами город Оленегорск и город Мончегорск;
- на западе — с городским поселением Верхнетуломский.

## Население
| 2010  | 2012  | 2013  | 2014  | 2015  | 2016  | 2017  |
| ----- | ----- | ----- | ----- | ----- | ----- | ----- |
| 1200  | ↘1155 | ↘1098 | ↘1045 | ↗1053 | ↗1063 | ↘1033 |
| 2018  | 2019  | 2020  | 2021  | 2023  |       |       |
| ↘1027 | ↘1000 | ↘970  | ↗1050 | ↘1029 |       |       |

Численность населения, проживающего на территории поселения, по данным Всероссийской переписи населения 2010 года составляет 1200 человек, из них 571 мужчина (47,6 %) и 629 женщин (52,4 %).

## Состав
В состав сельского поселения входят 7 населённых пунктов.
| № | Населённый пункт | Тип населённого пункта                   | Население   |
| - | ---------------- | ---------------------------------------- | ----------- |
| 1 | Пушной           | населённый пункт, административный центр | ↘782 (2010) |
| 2 | Кица             | станция                                  | ↘45 (2010)  |
| 3 | Лопарская        | станция                                  | ↘173 (2010) |
| 4 | Мокрая Кица      | населённый пункт                         | ↘40 (2010)  |
| 5 | Песчаный         | населённый пункт                         | ↘139 (2010) |
| 6 | Пулозеро         | село                                     | ↘7 (2010)   |
| 7 | Тайбола          | станция                                  | ↘14 (2010)  |